# Parafia Trójcy Przenajświętszej w Dąbrowie Górniczej

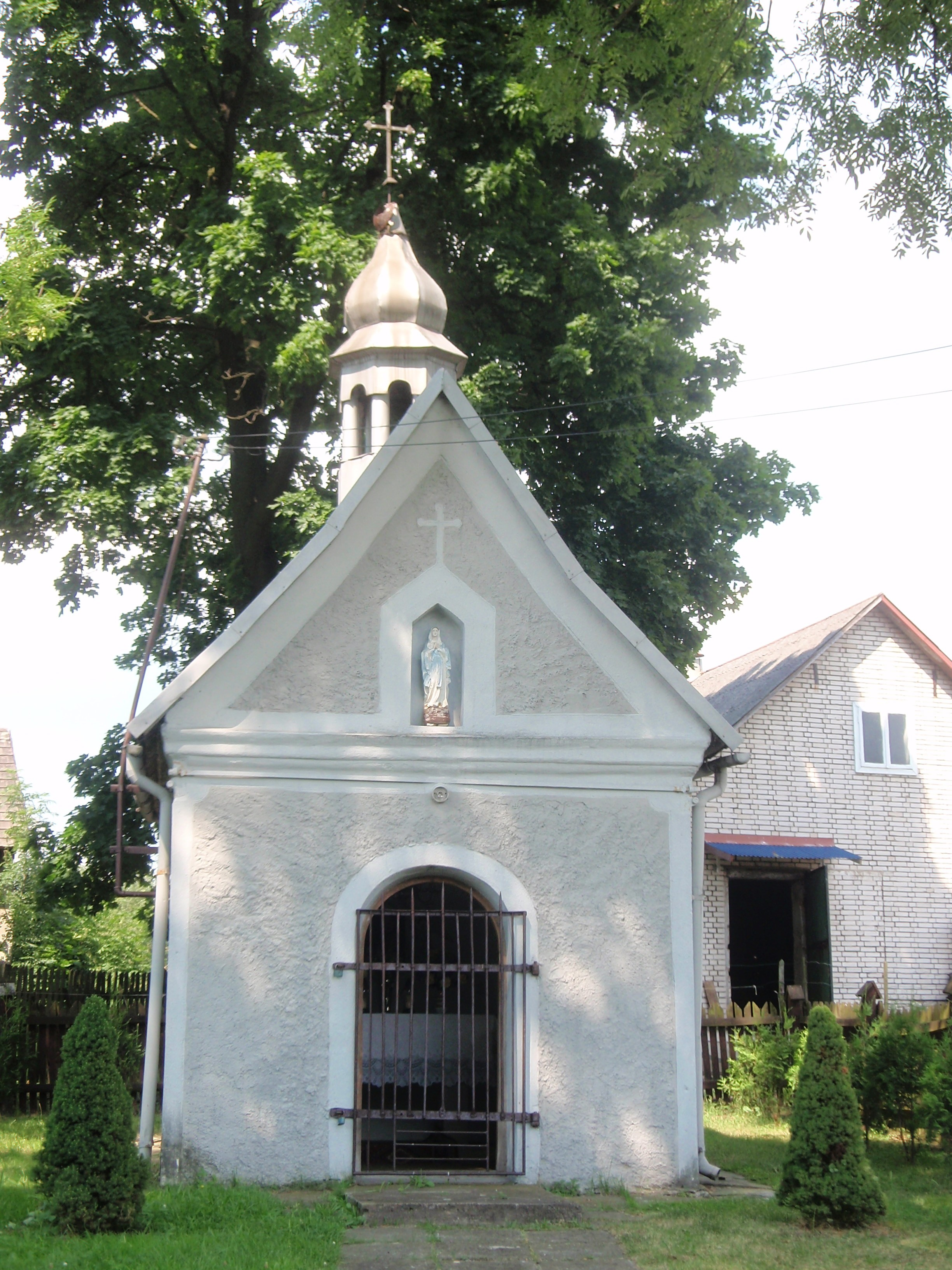
Kaplica Matki Boskiej Bolesnej w Błędowie

Parafia Trójcy Przenajświętszej w Dąbrowie Górniczej – rzymskokatolicka parafia położona w dekanacie łazowskim, diecezji sosnowieckiej, metropolii częstochowskiej, erygowana w 1920 roku. Mieści się w dzielnicy Błędów.

## Zasięg parafii
Ulice: Górki, Jesionowa, Kuźnica Błędowska, Nad Strugą, Pustynna, Sztorcowa, Zagórcze nr 1 a, 16 a, 17, Zagórze, Żołnierska.